# Bertrand-konkurrence
Bertrand-konkurrence er en økonomisk teori brugt i økonomisk konkurrence opkaldt efter Joseph Louis François Bertrand, som beskriver når virksomhederne konkurrerer på pris og sætter pris simultant. Modellen bruges til at beskrive virksomheder, der opererer under duopol, men prissætter som under fuldkommen konkurrence.
Der antages at de to virksomheder producerer et homogent produkt. Det vil sige at forbrugerne er indifferente mellem om de køber produktet fra den ene eller anden producent. Er der forskel i prisen hos de to virksomheder får virksomheden med den laveste pris derfor hele efterspørgslen. Hvis 2 virksomheder i et duopol sætter prisen til det samme, så antages det at disse 2 virksomheder deler hele markedet ligeligt i mellem sig.
| Økonomi | Spire Denne artikel om økonomi er en spire som bør udbygges. Du er velkommen til at hjælpe Wikipedia ved at udvide den. |